# Związek Demokratów i Humanistów
Związek Demokratów i Humanistów (fr. Union des démocrates et humanistes-Yuki, UDH–Yuki) – kongijska partia polityczna, od 2017 roku, razem z Panafrykańskim Związkiem na rzecz Demokracji Społecznej, największa siła opozycyjna w Zgromadzeniu Narodowym.
Jest organizacją członkowską Międzynarodówki Liberalnej i Africa Liberal Network.

## Historia
Partia została założona 19 marca 2017 roku podczas Nadzwyczajnego Kongresu przez Guya Brice Parfait Kolélasa, byłego kandydata na prezydenta, który w wyborach prezydenckich w 2016 roku zajął drugie miejsce. Określano ją jako następczynię założonego przez jego ojca, Bernarda Kolélasa, Kongijskiego Ruchu na rzecz Demokracji i Rozwoju Integralnego. Guy Kolélas został pierwszym prezesem partii. 
W wyborach do Zgromadzenia Narodowego w 2017 roku partia uzyskała 8 mandatów. W 2019 roku partia połączyła się z Kongijskim Ruchem na rzecz Demokracji i Rozwoju Integralnego. 1 lutego 2021 roku Guya Brice Parfait Kolélasa ogłosił swój start w wyborach prezydenckich w tym samym roku jako kandydat UDH–Yuki. W trakcie kampanii, 18 marca 2021 roku, Kolelas poinformował dziennikarzy, że obawia się, iż zachorował na malarię. 20 marca był widziany w masce tlenowej oraz z mankietem do pomiaru ciśnienia na ramieniu. Do szpitala trafił z powodu stwierdzenia u niego choroby COVID-19. Zmarł dzień po zakończeniu wyborów, 22 marca 2021 roku w samolocie, który miał go przetransportować z Brazzaville do Francji na leczenie. Według wyników wyborów, opublikowanych 23 marca 2021 roku, w wyborach prezydenckich uzyskał 7,84% głosów. Po jego śmierci w partii powstały dwie frakcje skupione wokół dwóch wiceprezesów – Gillesa Fernanda Bassindikila i Pascala Ngouanou. W marcu 2022 roku doszło do pogodzenia obu grup podczas Zjazdu Krajowego partii, w którym uczestniczyło 300 delegatów. Liderem partii został Pascal Ngouanou.
W czerwcu 2022 roku partia ogłosiła, że wystawi swoich kandydatów w 32 okręgach do Zgromadzenia Narodowego oraz 45 kandydatów w wyborach samorządowych. W pierwszej turze wyborów do Zgromadzenia Narodowego partia uzyskała 4 mandaty, a w drugiej turze kolejne 3 stając się tym samym, na równi z Panafrykańskim Związkiem na rzecz Demokracji Społecznej, największą partią opozycyjną.

## Wyniki wyborcze

### Wybory do Zgromadzenia Narodowego
| Wybory | Mandaty | +/− | Rząd     |
| ------ | ------- | --- | -------- |
| 2017   | 8/151   | –   | Opozycja |
| 2022   | 7/151   | 1   | Opozycja |

### Wybory prezydenckie
| Wybory | Kandydat                  | Głosów | %     | Wynik     |
| ------ | ------------------------- | ------ | ----- | --------- |
| 2021   | Guy Brice Parfait Kolélas | –      | 7,84% | Przegrana |